# Dnepr-Dwina-Kultur

Baltische Kulturen der Eisenzeit.
Dollkeim-Gruppe (Samland-Natangen)
Olsztyn-Kultur (Galinden)
Sudauer Gruppe (Jatwinger)
Memelland-Gruppe (Kuren)
Strichkeramik-Kultur
Milograd-Kultur
Dnepr-Dwina-Kultur
Pommerellische Gesichtsurnenkultur
Bel-Gräber-Gruppe

Die Dnepr-Dwina-Kultur (englisch auch Plain Pottery culture, russisch днепро-двинская культура) ist eine archäologische Kultur der Eisenzeit, vom 8. Jahrhundert v. Chr. bis zum 4. Jahrhundert n. Chr. Sie wird in Verbindung gebracht mit ostbaltischen Stämmen (Dnepr-Balten).

## Ausbreitungsgebiet
Objekte der Dnepr-Dwina-Kultur wurden am Oberlauf des Dnepr und an der oberen Westlichen Dwina in den Oblasten Kaluga, Pskow, Twer und Smolensk in Russland, sowie den Oblasten Witebsk und Mahiljou in Belarus gefunden.
Sie ist eng verwandt mit der ostbaltischen Strichkeramik-Kultur im heutigen Litauen.

## Siedlungen
Siedlungen wurden an Flüssen und Seen angelegt und waren durch Holzpalisaden und Erdwälle umzäunt.

## Wirtschaft
Charakteristisch waren Ackerbau mit Brand, Viehzucht (Rind) und Jagd (Wildschweine).
Es wurden im Gegensatz zu benachbarten Kulturen noch Steinbeile verwendet. Häufiges Material war Knochen (Pfeilspitzen, Harpunen, Flöten u. a.). Bronze wurde offensichtlich nicht selbst hergestellt und nur selten verwendet (Schmuck). Die Keramik war unverziert.

## Bestattungsformen
Bisher wurden keine Begräbnisstätten gefunden.

## Folgekulturen
Ab dem 4. Jahrhundert wird sie im Westen Teil der Tuschemlja-Kultur, im Osten folgt die Moschtschiny-Kultur.